# 正親町三条実雅
正親町三条 実雅（おおぎまちさんじょう さねまさ）は、室町時代前期から中期にかけての公卿。権大納言・正親町三条公雅の子。母は家女房。官位は従一位・内大臣。青蓮華院と号す。妹・尹子（瑞春院）は室町幕府6代将軍・足利義教の継室となった。帥大納言と呼ばれた。

## 経歴
以下、『公卿補任』、『尊卑分脈』の内容に従って記述する。
- 応永20年（1413年）1月5日、叙爵[4]。
- 応永21年（1414年）12月15日、従五位上に昇叙[5]。
- 応永22年（1415年）1月6日、正五位下に昇叙。
- 応永25年（1418年）3月27日、阿波権介を兼ねる。
- 応永28年（1421年）1月5日、従四位下に昇叙。
- 応永29年（1422年）3月27日、左少将に任ぜられる。
- 応永30年（1423年）1月5日、従四位上に昇叙。
- 応永31年（1424年）3月17日、尾張権介を兼ねる。同年10月13日、右中将に転任。
- 応永32年（1425年）1月5日、正四位下に昇叙。
- 永享2年（1430年）3月30日、讃岐介を兼ねる。同年11月7日、近江介に遷る。
- 永享4年（1432年）4月23日、蔵人頭に補される。
- 永享4年（1432年）7月25日、参議に任ぜられる。右中将は元の如し。
- 永享5年（1433年）1月5日、従三位に叙せられる。同年12月27日、権中納言に昇進。
- 永享9年（1437年）10月10日、左衛門督を兼ね検非違使別当に補される。同年12月26日、正三位に昇叙[6]。
- 嘉吉元年（1441年）12月7日、権大納言に昇進。
- 嘉吉2年（1442年）1月5日、従二位に昇叙。
- 嘉吉3年（1443年）3月16日、大宰権帥を兼ねる。
- 宝徳元年（1449年）12月12日、正二位に昇叙。
- 宝徳2年（1450年）1月16日、内善別当に補される。
- 享徳2年（1453年）12月29日、権大納言を辞退[7]。
- 長禄元年（1457年）9月8日、内大臣に任ぜられる。
- 長禄2年（1458年）7月、内大臣を辞した[8]。
- 長禄3年（1459年）1月5日、従一位に叙せられる。
- 寛正2年（1461年）7月29日、出家。法名は常禧。
- 応仁元年（1467年）9月3日、薨去。青蓮華院と号す。

## 足利義教の側近
妹の尹子が室町幕府6代将軍足利義教の継室であった。また、嘉吉元年（1441年）6月24日に発生した嘉吉の乱では、赤松満祐邸にて殺害された義教に陪席しており、将軍が討たれた際には果敢にも赤松氏から将軍に献上された金覆輪の太刀をつかみ防戦したものの、斬られて卒倒し、数箇所の傷を負った。

## 系譜
- 父：正親町三条公雅（1384-1427）
- 母：家女房
- 妻：不詳
  - 男子：正親町三条公綱 - 権大納言。浅井氏祖?
  - 男子：正親町三条公治（1441-1495）
  - 男子：正親町三条公宣
  - 男子：正親町三条公冬
  - 女子：三条実量室 - 三条公敦の母
- 養子
  - 男子：足利義視（1439-1491） - 足利義教の三男